# C. H. Douglas
Major Clifford Hugh "C. H." Douglas MIMechE, MIEE (Edgeley ou Manchester, 20 de janeiro de 1879 - Fearnan, 29 de setembro de 1952), foi um engenheiro britânico e pioneiro do movimento de reforma econômica do Crédito Social.

## Educação e carreira na engenharia
CH. Douglas nasceu em Edgeley ou Manchester, filho de Hugh Douglas e sua esposa Louisa Hordern Douglas. Poucos detalhes são conhecidos sobre seus primeiros anos de vida e treinamento; ele provavelmente fez um aprendizado de engenharia antes de iniciar uma carreira de engenharia que o levou a locais em todo o Império Britânico no emprego de empresas de eletricidade, ferrovias e outras instituições. Ele ensinou na Stockport Grammar School. Depois de um período na indústria, ele foi para o Pembroke College, Cambridge, aos 31 anos de idade, mas ficou apenas quatro mandatos e saiu sem se formar. Ele trabalhou para a Westinghouse Electric Corporation of America e alegou ter sido o Engenheiro de Reconstrução da British Westinghouse Company na Índia (a empresa não tem nenhum registro dele trabalhando lá ), vice-engenheiro-chefe da Buenos Aires e Pacific Railway. Empresa, Engenheiro Ferroviário da Ferrovia dos Correios de Londres (Metro) e Assistente do Superintendente da Fábrica de Aeronaves Reais de Farnborough durante a Primeira Guerra Mundial, com uma comissão temporária como capitão no Royal Flying Corps.

## Crédito social
Foi enquanto reorganizava o trabalho do Royal Aircraft Establishment durante a Primeira Guerra Mundial que Douglas notou que os custos totais semanais dos bens produzidos eram maiores do que os montantes pagos aos trabalhadores por salários, salários e dividendos. Isso pareceu contradizer a teoria da economia clássica ricardiana de que todos os custos são distribuídos simultaneamente como poder de compra.
Incomodado pela aparente diferença entre o modo como o dinheiro fluía e os objetivos da indústria ("entrega de bens e serviços", em sua opinião), Douglas decidiu aplicar métodos de engenharia ao sistema econômico.
Douglas coletou dados de mais de uma centena de grandes empresas britânicas e descobriu que, em todos os casos, exceto pelo fato de as empresas estarem falindo, as somas pagas em salários, salários e dividendos eram sempre menores do que os custos totais de bens e serviços produzidos semanalmente: os trabalhadores não recebiam o suficiente para recomprar o que haviam feito. Ele publicou suas observações e conclusões em um artigo na revista English Review, onde sugeriu: "Que estamos vivendo sob um sistema de contabilidade que torna a entrega dos bens e serviços da nação para si uma impossibilidade técnica". Douglas concluiu que o sistema econômico foi organizado para maximizar os lucros para aqueles com poder econômico, criando uma escassez desnecessária. Entre 1916 e 1920, ele desenvolveu suas idéias econômicas, publicando dois livros em 1920, Democracia Econômica e Crédito-Poder e Democracia, seguido em 1924 por Crédito Social.
Libertar os trabalhadores deste sistema, trazendo o poder de compra em linha com a produção, tornou-se a base das idéias de reforma de Douglas, que ficou conhecida como Crédito Social. Havia dois elementos principais no programa de reforma de Douglas: um Dividendo Nacional para distribuir dinheiro (crédito sem dívidas) igualmente a todos os cidadãos, para além dos seus ganhos, para ajudar a colmatar o hiato entre o poder de compra e os preços; também um mecanismo de ajuste de preços, chamado de Preço justo, que evitaria qualquer possibilidade de inflação. O Preço justo efetivamente reduziria os preços de varejo por um percentual que refletisse a eficiência física do sistema de produção. Douglas observou que o custo de produção é o consumo; significando o custo físico exato de produção é o total de recursos consumidos no processo de produção. À medida que a eficiência física da produção aumenta, o mecanismo Just Price reduz o preço dos produtos para o consumidor. Os consumidores poderão comprar o que os produtores produzem e controlar automaticamente o que continua a ser produzido pelo seu consumo. A liberdade individual, a principal liberdade econômica, era o objetivo central da reforma de Douglas.
No final da Primeira Guerra Mundial, Douglas se aposentou da engenharia para promover suas idéias de reforma em tempo integral, o que ele faria pelo resto de sua vida. Suas ideias inspiraram o movimento canadense de crédito social (que obteve o controle do governo provincial de Alberta em 1935), o duradouro Douglas Credit Party, na Austrália, e a Liga Política de Crédito Social, mais duradoura da Nova Zelândia. Douglas também lecionou sobre Crédito Social no Canadá, Japão, Nova Zelândia e Noruega.
Em 1923, ele apareceu como testemunha perante o Canadian Banking Inquiry e, em 1930, antes do Comitê Macmillan. Em 1929, ele fez uma turnê de palestras no Japão, onde suas idéias foram entusiasticamente recebidas pela indústria e pelo governo. Sua edição de 1933 do Social Credit fez uma referência aos Protocolos dos Sábios de Sião, que, embora notando sua duvidosa autenticidade, escreveu que "o que é interessante sobre isso, é a fidelidade com a qual os métodos pelos quais tal escravidão pode ser realizada pode ser visto refletido nos fatos da experiência cotidiana."
Douglas morreu em sua casa em Fearnan, na Escócia. Douglas e suas teorias são referidas várias vezes (sem simpatia) na trilogia de Lewis Gibson, A Scots Quair. Ele também é mencionado, junto com Karl Marx e Silvio Gesell, por John Maynard Keynes em A Teoria Geral do Emprego, Interesse e Dinheiro (1936, p. 32). As teorias de Douglas permeiam a poesia e os escritos econômicos de Ezra Pound. Primeiro romance de Robert Heinlein Para nós, The Living: A Comedy of Customs descreve um futuro próximo dos Estados Unidos operando de acordo com os princípios do Crédito Social.